# Josef Neruda
Josef Neruda, född den 16 januari 1807 i Mohelno, död den 18 februari 1875 i Brno, var en mährisk organist och musiklärare, far till Wilma och Franz Xaver Neruda.
Neruda lärde grunderna för orgelspel i klostret Rajhrad. I sin ungdom var han lärare i Náměšť nad Oslavou. Jämsides med sitt arbete där spelade han i Haugwitz kapell och bedrev pianoundervisning i Olomouc. 1832 accepterade han ett erbjudande om en organisttjänst i Brno. Han stannade på den posten, med undantag för korta avbrott, i 36 år.